# كولاء
كولاء (باللغة الإندونيسية Kolak أو kolek) هي حلوى إندونيسية تصنع من سكر النخيل أو سكر جوز الهند، وحليب جوز الهند، وأوراق الكاذي. وتوجد وصفة أخرى يضاف فيها الموز تسمى كولاء بيسانغ (Kolak pisang). قد تضاف مكونات أخرى إن توفرت وحسب الرغبة مثل القرع، والبطاطا الحلوة، والجاك فروت، وموز الجنة، والكسافا، وكرات الأرز، وكرات التابيوكا. تقدم عادة دافئة أو في درجة حرارة الغرفة، والبعض يفضلها باردة.
الكولاء طبق إفطار شهير خلال شهر رمضان المبارك في إندونيسيا. ويكثر بيعه في المحال فهو طعام شارع شائع.

## صور

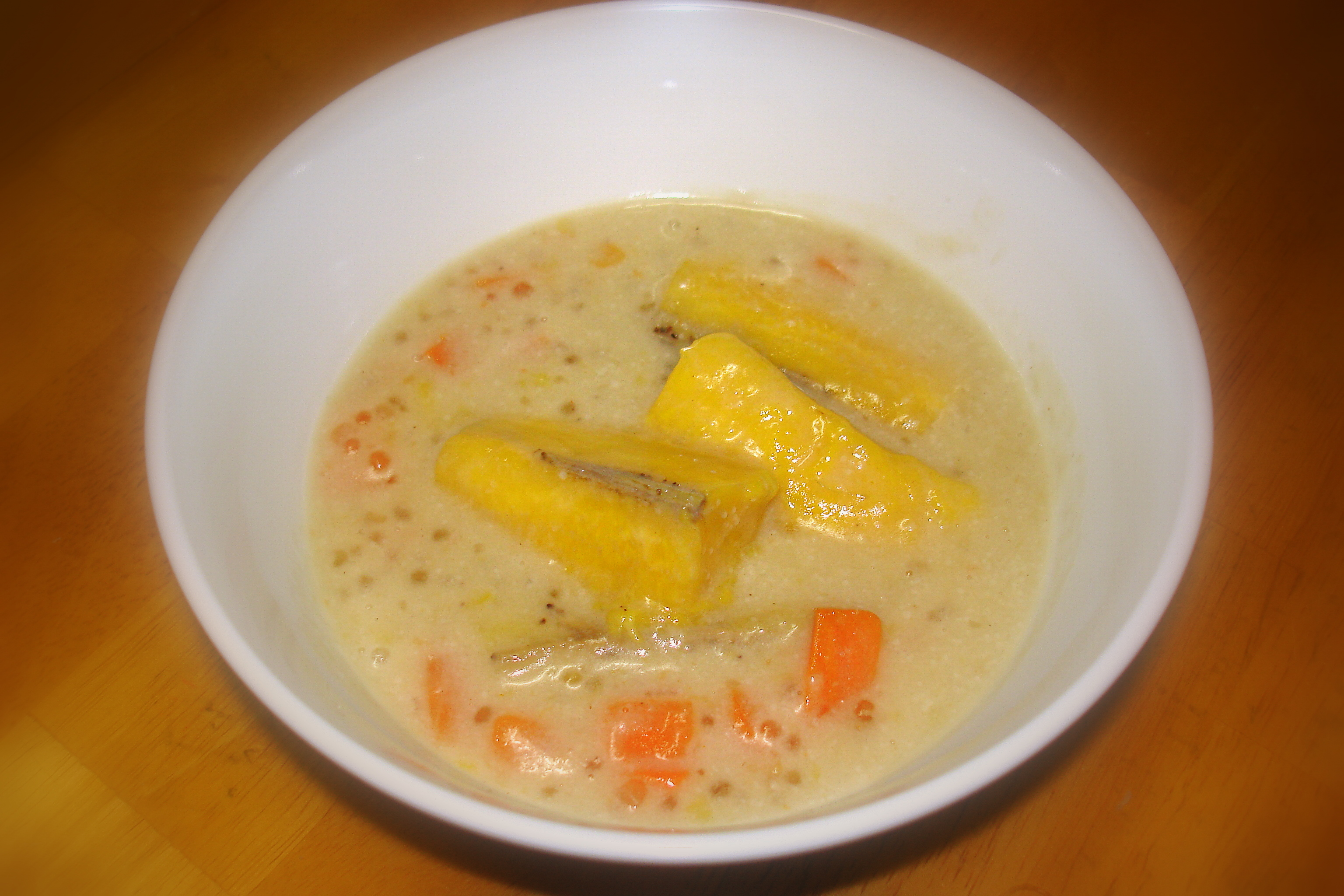
كولاء الموز
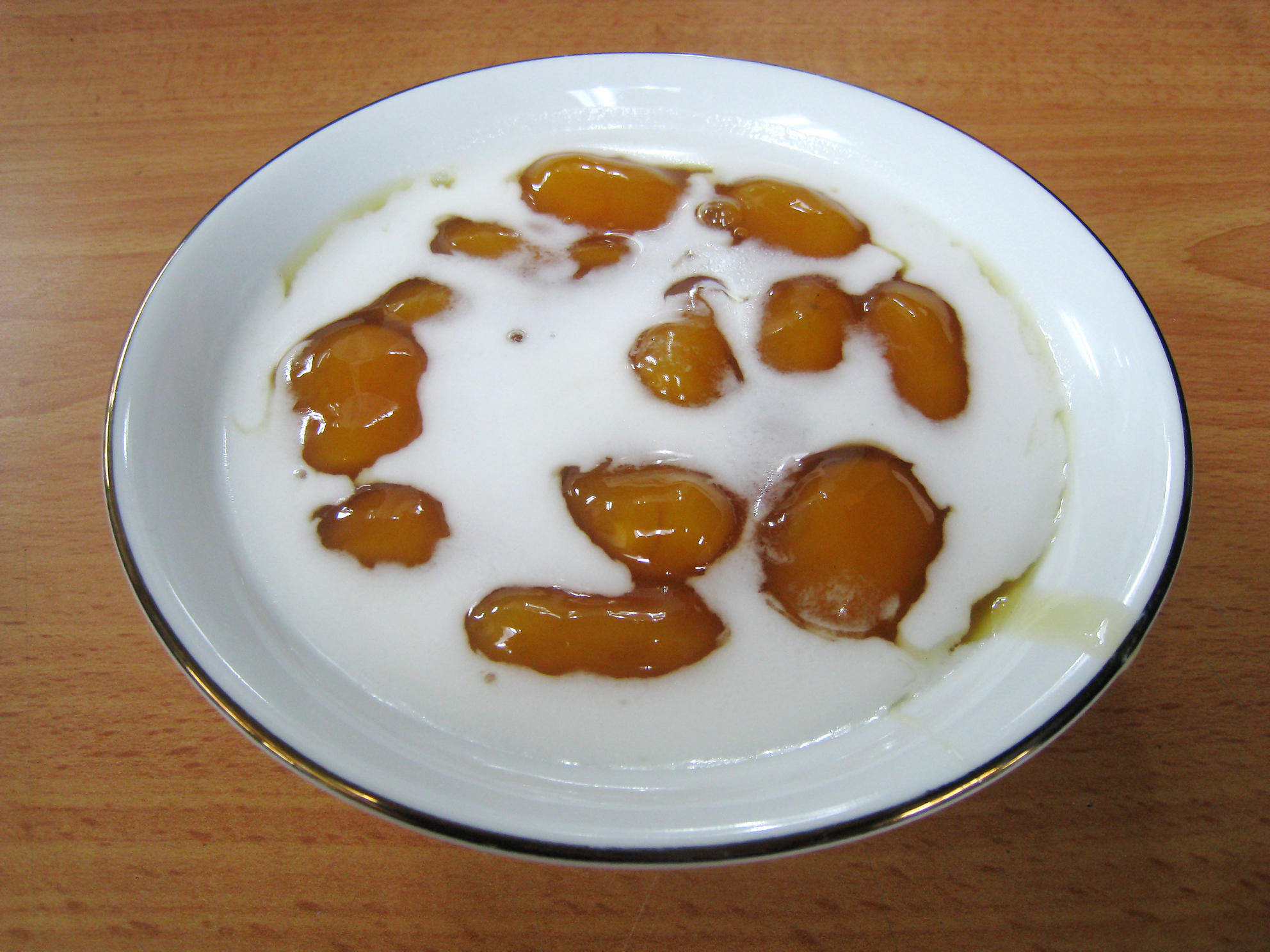
وصفة أخرى فيها قطع بطاطا حلوة